# Нил Изворов
Нил Изворов е български възрожденски духовник, участник в борбата за независима национална църква. През 1873 г. е ръкоположен за епископ на Българската екзархия. В 1874 година Нил приема унията и в 1876 година става апостолически администратор на българите униати в Османската империя. В края на живота си отново се връща в православието.

## Биография

### Православен духовник
Роден в град Русе на 21 ноември или на 23 август 1823 г. под името Никола Добрев Чешмеджиев. На 21 ноември 1842 г. постъпва като монах в манастира Кокош, където остава до 1852 г. През същата година е ръкоположен за свещеник от владиката Дионисий II Доростолски и въздигнат в архимандритско достойнство. От 1863 г. е председател на Русенската църковна община и в 1865 година привлича Драган Цанков за главен учител в Русе. През 1872 г. е поканен от екзарх Антим I в столицата Цариград, където на 8 юли 1873 г. в българската катедрала „Свети Стефан“ е ръкоположен в епископски чин с титлата Смоленски.

### Източнокатолически духовник
На 7 ноември 1873 година Светият синод на Българската екзархия решава да изпрати неофициално Нил Смоленски в Солун в помощ на устрояването на структурите на Екзархията. Епископ Нил няма берат и това предизвиква остра реакция на патриарх Йоаким II Константинополски и на руския посланик граф Николай Игнатиев, което кара властите незабавно да разпоредят епископ Нил да напусне Солун и Екзархията е принудена да се подчини и го отзовава. Това съгласие предизвиква слухове, че Екзархията подготвя споразумение с Патриаршията, в което Екзархията срещу признаване се отказва от претенциите си за Македония.
Съгласието на Екзархията да отзове епископа си обратно в Цариград предизвиква негативната реакция на 6 общини – Солунската, Дойранската, Воденската, Кукушката, Струмишката, Малешевската. Техни представители се събират през декември 1873 година в Солун и започват преговори с Изворов, който се опира на валията Мидхат паша, стар негов познайник от Русе, отказва да се подчини на заповедта да напусне Солун, и дава съгласието си да остане в Македония и да ги подкрепя в борбата им. В резултат Солунската, Воденската и Кукушката община искат от Екзархията на територията им да бъде учредена нова самостоятелна епархия, а епископ Нил да стане неин митрополит. От Екзархията получават отказ и трите общини се обръщат към британския посланик Хенри Елиът, за да бъдат приети в Англиканската църква начело със своя епископ Нил, но британската легация им отказва. Общините се обръщат със същата молба към британския консул в Солун Джон Илайджа Блънт, който според австро-унгарския консул Франц фон Кнапич отказва поради силното влияние на руския им колега Николай Якубовски.
След британския отказ, общините се обръщат към епископ Рафаил Попов, глава на Българската униатска църква, който отговаря положително и приема Изворов за техен духовен представител.
През януари 1874 г. екзархийският протосингел Йосиф, бъдещият български екзарх, отбелязва в дневника си:
| „ | През тоя месец се разиграва комедията с унията, за да изнудят руското посолство да упражни натиск над Портата да даде бератите на Охридский Натанаил и на Скопския Доротея, за което втикнаха Нила в унията... Екзархът изпрати на 12 I. в Солун П. Славейкова, да развали унията. Днес Охридский и Скопский, като чуха това, настръхнаха, от което се вижда, че не щат да се развали унията в Солун, докато се не принуди руското посолство да отпусне Екзархията в Македония. На това мнение са повечето и владици и миряне – съветници на Екзархията, и затова екзархът се принуди скришом да изпрати Славейкова. | “ |

В края на зимата на 1874 г. епископ Нил отпътува от Солун за Цариград, където на 11 април 1874 година публично приема католицизма пред временно управляващия апостолическата делегация. След смъртта на епископ Рафаил Попов с декрет от 5 септември 1876 година на Светия престол е назначен за епископ на съединените с Рим българи и на 21 септември официално е въведен в епископски чин. През ноември правителството му издава берат и той се установява в епископското си седалище Одрин. След кратък престой, отпътува за Кукуш през март 1877 година. По време на Руско-турската война епископ Нил се установява обратно в Цариград.
През 1882 г. във връзка с преустройството на римокатолическата църква е решено да бъде въздигнат в архиепископски сан и е назначен за апостолически администратор на съединените българи в Цариград.

### Православен духовник
През пролетта на 1895 г. след дълги колебания, архиепископ Нил подава молба до Светия синод да бъде отново приет в православната църква. Епископ Нил е опростен от екзарх Йосиф I и на 4 юли Синодът на Екзархията го приема в неговия епископски сан и с титлата Смоленски в лоното на Българската православна църква в пълно евхаристийно общение. До смъртта си е епископ на разположение на Светия синод. Епископ Нил се установява в София. Умира на 14 март 1905 г. и е погребан в двора на тогава нановоустроената софийска църква „Свети Седмочисленици“.